# Burg Lindenberg (Rheinland)
Die Burg Lindenberg, auch Gut Lindenberg genannt, ist eine Wasserburg und heute ein Gut zwischen dem Ellebach und dem Mühlengraben im Jülicher Stadtteil Stetternich (Mühlenweg 9) im Kreis Düren in Nordrhein-Westfalen.

## Geschichte
Der Name der Burg Lindenberg, die vermutlich im 12. Jahrhundert gegründet wurde, erinnert heute noch an die ehemaligen Besitzer, die im 14. Jahrhundert im Mannesstamm ausgestorben sind. Nach diesen erscheint die Familie von Harff (vermutlich eine Seitenlinie derer von Mirbach) und nach verschiedenen Heiraten die Familie von Hompesch sowie die Familie von Palant, deren Mitglied Johann von Palant Umbauten durchführen ließ. 1743 wurde die Burg von den Freiherren von Eynatten zu einem Gutshof mit Pächterwohnhaus umgebaut. Am 19. Juli 1993 wurde die Burganlage als Baudenkmal „Gut Lindenberg“ eingetragen.

## Beschreibung
Bei der Burg Lindenberg handelt es sich um eine aus dem Ellebach gespeiste Wasserburganlage.
Im nördlichen Teil befinden sich die Reste der ehemaligen Kernburg mit vermutlich einem Wohnturm aus Backstein, auf einem wasserumgebenen Burghügel. Es sind noch zwei Türme, Maueransätze und Wallreste erhalten.
Die ehemalige vierflügelige Vorburg, zum Teil mit Wassergräben umgeben, wurde 1743 zu einem Gutshof mit Pächterwohnhaus umgebaut und ist heute noch immer privat genutzt.
Im Zugangsbereich der Gutsanlage steht ein 4 Meter hohes Wegekreuz aus Blaustein aus der Mitte des 18. Jahrhunderts.